# Bas-Congo
Bas-Congo hay Kongo Trung là một trong 11 đơn vị hành chính cấp tỉnh của Cộng hòa Dân chủ Congo, giáp biên giới với các bang Pool, Bouenza, Niari, Kouilou của Cộng hòa Congo và các tỉnh Cabinda, Zaire, Uíge của Angola.

## Phân cấp hành chính
Tỉnh lị của Bas-Congo là thành phố Matadi. Tỉnh này còn 1 thành phố khác là Boma. Các đơn vị hành chính khác của tỉnh được gọi là huyện gồm Bas-Fleuve, Cataractes và Lukaya. Các thị trấn và dân số năm 2010 được liệt kê dưới đây:
| Tên           | Huyện            | Territory               | Dân số 2010 | Tọa độ                                        |
| ------------- | ---------------- | ----------------------- | ----------- | --------------------------------------------- |
| Boma          | -                | -                       | 167.326     | 5°51′N 13°03′Đ / 5,85°N 13,05°Đ               |
| Inga          | Huyện Bas-Fleuve | Tshela Territory        | 10.417      | 5°39′N 13°39′Đ / 5,65°N 13,65°Đ               |
| Inkisi        | Huyện Lukaya     | Kasangulu Territory     | 77.797      | 5°08′N 15°04′Đ / 5,13°N 15,07°Đ               |
| Kasangulu     | Huyện Lukaya     | Kasangulu Territory     | 30.724      | 4°35′N 15°11′Đ / 4,58°N 15,18°Đ               |
| Kimpese       | Huyện Cataractes | Songololo Territory     | 53.660      | 5°33′N 14°26′Đ / 5,55°N 14,43°Đ               |
| Kimvula       | Huyện Lukaya     | Kimvula Territory       |             | 5°43′03″N 15°57′44″Đ / 5,717412°N 15,962191°Đ |
| Kinzau-Mvuete | Huyện Bas-Fleuve | Tshela Territory        | 17.870      | 5°29′N 13°17′Đ / 5,48°N 13,28°Đ               |
| Lukula        | Huyện Bas-Fleuve | Lukula Territory        | 31.394      | 5°23′N 12°57′Đ / 5,38°N 12,95°Đ               |
| Luozi         | Huyện Cataractes | Luozi Territory         | 13.258      | 4°57′N 14°08′Đ / 4,95°N 14,13°Đ               |
| Madimba       | Huyện Lukaya     | Madimba Territory       |             | 4°58′48″N 15°08′46″Đ / 4,980084°N 15,14622°Đ  |
| Matadi        | -                | -                       | 291.338     | 5°49′N 13°29′Đ / 5,82°N 13,48°Đ               |
| Mbanza-Ngungu | Huyện Cataractes | Mbanza-Ngungu Territory | 97.037      | 5°15′N 14°52′Đ / 5,25°N 14,86°Đ               |
| Muanda        | -                | Muanda Territory        | 86.896      | 5°56′N 12°21′Đ / 5,93°N 12,35°Đ               |
| Seke-Banza    | Huyện Bas-Fleuve | Seke-Banza Territory    | 6.015       | 5°20′N 13°16′Đ / 5,33°N 13,27°Đ               |
| Songololo     | Huyện Cataractes | Songololo Territory     | 12.382      | 5°42′N 14°02′Đ / 5,7°N 14,03°Đ                |
| Tshela        | Huyện Bas-Fleuve | Tshela Territory        | 45.588      | 4°58′0″N 12°56′0″Đ / 4,96667°N 12,93333°Đ     |

Theo Hiến pháp Congo năm 2005 (có hiệu lực ngày 18 tháng 2 năm 2006), Cộng hòa Dân chủ Congo đã từng được chia thành 25 tỉnh chỉ tồn tại trong vòng 36 tháng (đến 18 tháng 2 năm 2009); Bas-Congo đang được xem xét đổi tên thành Kongo Central. Đến tháng 10 năm 2010, việc đổi tên vẫn chưa được thực hiện.